# Julius Eugen Schloßberger

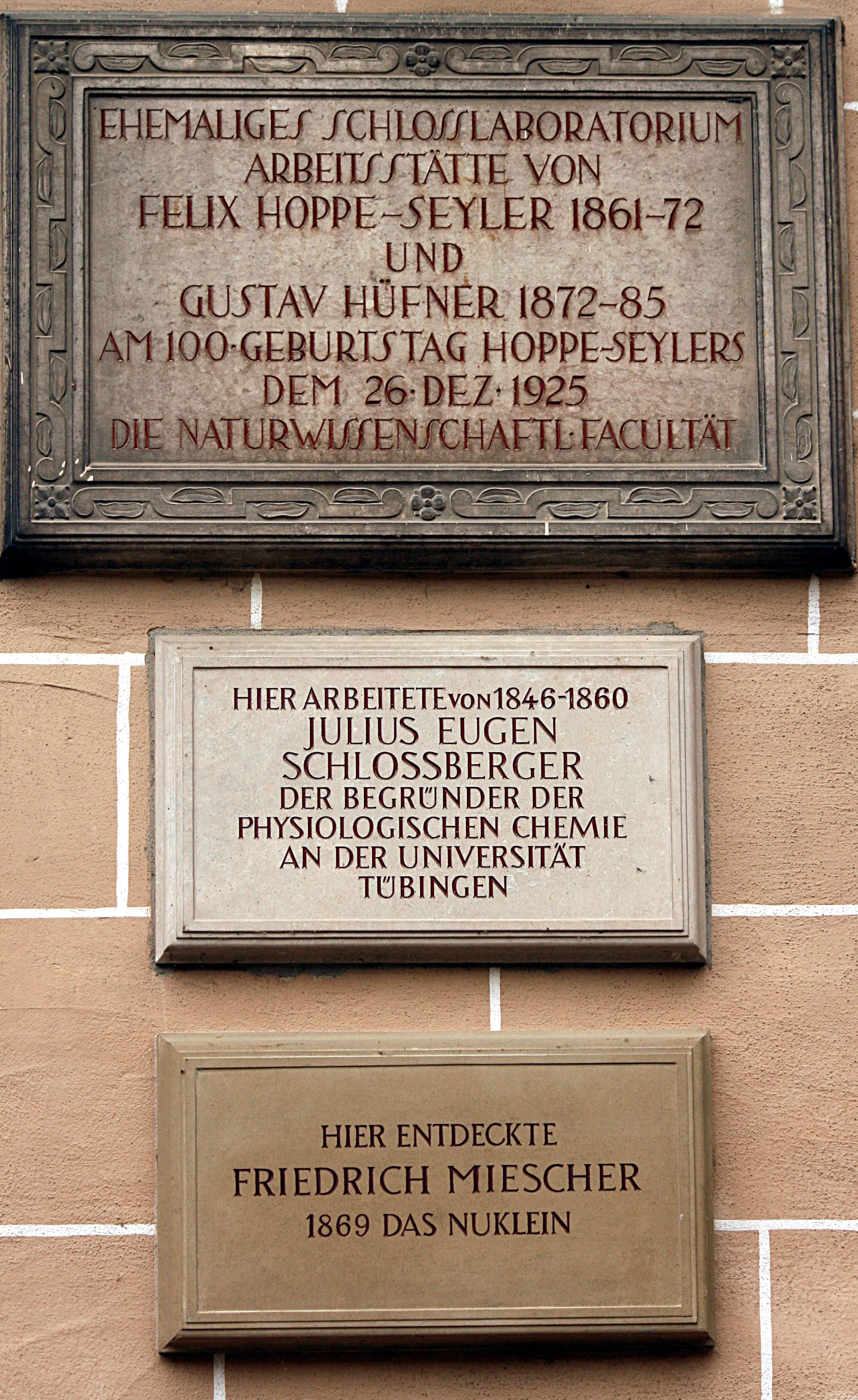
Gedenktafel an Schloßberger am Tübinger Laboratorium.

Julius Eugen Schloßberger (* 31. Mai 1819 in Stuttgart; † 9. Juli 1860 in Tübingen) war ein deutscher Biochemiker und Arzt.

## Biografie
Schloßberger studierte zunächst Medizin in Tübingen und verfasste bereits als Student eine Arbeit über die Muskulatur verschiedener Tiere. Mit 21 Jahren wird er zum Dr. med. et chir. promoviert, arbeitet nachfolgend von 1841 bis 1842 als Assistenzarzt am Katharinenhospital Stuttgart und als Leibarzt eines Grafen. In Stuttgart entstanden medizinische Artikel über den Harngrieß und über das Harnsystem der Neugeborenen. Es schlossen sich weitere Studien in Wien, Paris und Gießen an, wobei der Einfluss Justus von Liebigs ihn bewog, sich der physiologischen Chemie zuzuwenden. In Gießen untersuchte Schloßberger u. a. den Fetthaushalt der Tiere und die Zusammensetzung des Rhabarbers und dessen Heilkräfte.
1845 wird Schloßberger Assistent am chemischen Laboratorium von Gregory in Edinburgh. Hier wird er vor allem ernährungswissenschaftlich tätig (Bedeutung des Stickstoffs in den Nahrungsmitteln). Es folgen Aufenthalte an den Universitäten von Utrecht und Berlin, bevor er als Professor der physiologischen Chemie nach Tübingen geht. Neben der Lehrtätigkeit untersucht er Ersatzstoffe für Getreidemehl und verfasst ein „Lehrbuch der organischen Chemie“ (Stuttgart 1850). Von ihm stammt eine Vielzahl von Arbeiten auf unterschiedlichen Gebieten: Analysen und Zusammenfassung physiologischer Teilgebiete, chemische Zusammensetzung von Körpergeweben wie Muskulatur (Kreatin), Hirngewebe, Muttermilch; Physiologie der Atmung, Nahrungsmittelchemie, pathobiochemische Untersuchungen, und auch rein chemische Analysen.
Er war Mitglied der Gesellschaft Deutscher Naturforscher und Ärzte. 1857 wurde er zum Mitglied der Deutschen Akademie der Naturforscher Leopoldina gewählt.
2015 wurde in den Räumlichkeiten der ehemaligen Küche des Schlosses Hohentübingen vom Museum der Universität Tübingen MUT der Museumsraum „Schlosslabor Tübingen: Wiege der Biochemie“ eingerichtet. Er thematisiert vor allem die Einrichtung eines der weltweit ersten (1818) biochemischen Labore an diesem Ort.

## Schriften
- Lehrbuch der organischen Chemie mit besonderer Rücksicht auf Physiologie und Pathologie, auf Pharmacie, Technik und Landwirthschaft, Verlag J. B. Müller, Stuttgart 1850 BSB digital